# Santi Palacios
Santi Palacios (Madrid, 1985) es un reportero gráfico independiente.
Especializado en el área internacional, documenta migraciones, fronteras, contaminación, cambio climático y otros aspectos vinculados a la ecología humana. Su trabajo ha sido publicado en los principales periódicos y revistas a nivel global y reconocido con premios como el World Press Photo en la categoría Noticias Generales en 2017, el Premio Nacional de Fotoperiodismo de España en dos años consecutivos, 2015 y 2016, o el National Headliner Awards, entre otros. En 2018 fue seleccionado como uno de los seis talentos de Europa por el programa 6x6 de la World Press Photo Foundation.
Con formación de sociólogo, en los últimos años Santi Palacios ha enfocado gran parte de su trabajo en las personas migrantes y en su procedencia, así como en sus viajes y los destinos finales.

## Premios y reconocimientos
- 2020: Luis Valtueña, Premio Luis Valtueña. Ganador.
- 2020: POY Latam, Pictures of the Year Iberoamerica. Noticias General. Mención de honor.
- 2019: POY Latam, Pictures of the Year Iberoamerica. Vida Cotidiana Individual. Primer premio.
- 2019: POY Latam, Pictures of the Year Iberoamerica. Multimedia. Mención de Honor.
- 2018: Premio Nacional de Fotoperiodismo, España, entregado por la ANIGP. Segundo premio.
- 2018: National Press Photographers Association, Contemporary Issues Single. Mención de honor.
- 2018: Premio Nacional de Fotoperiodismo Félix Ordóñez. Primer premio.
- 2017: World Press Photo Awards. General News. Segundo premio.
- 2017: Premio Nacional de Fotoperiodismo, España, entregado por la ANIGP. Primer premio.
- 2017: Premio Nacional de Fotoperiodismo Enrique Meneses. Primer premio.
- 2017: POY Latam, Pictures of the Year Iberoamerica. Fotógrafo del Año. Segundo Premio.
- 2017: POY Latam, Pictures of the Year Iberoamerica. Migraciones. Tercer Premio.
- 2017: POY Latam, Pictures of the Year Iberoamerica. Noticias Generales Individual. Segundo Premio.
- 2017: POY Latam, Pictures of the Year Iberoamerica. Noticias Generales Individual. Mención de Honor.
- 2016: Istanbul Photo Awards. Story News. Primer premio.
- 2016: Premio Reporteros del diario El Mundo.
- 2016: National Headliners Awards, Best of Show in Photography. Primer premio.
- 2016: Jury's Choice Prize of THE FENCE, Nueva York.
- 2016: Sigma Delta Chi Awards, Feature Photography. Primer premio.
- 2016: Overseas Press Club of America, The John Faber Award. Mención de honor.
- 2016: Parte del equipo nominado por la Associated Press al Premio Pulitzer en Breaking News Photography.
- 2016: Pictures of the Year International. News Picture Story. Mención de honor.
- 2016: China International Press Photo Contest, General News Single. Mención de honor.
- 2016: Premio de Periodismo Gabriel García Márquez, Categoría Imagen. Finalista.
- 2016: Premio de Fotografía Juan Guerrero.
- 2015: Premio Nacional de Fotoperiodismo, España, entregado por la ANIGP. Primer premio.
- 2015: Atlanta Photojournalism Seminar. News Picture Story. Primer premio.
- 2015: China International Press Photo Contest, General News Single. Mención de honor.
- 2015: Pictures of the Year International. General News Single. Mención de honor.
- 2015: Médicos del Mundo. Premio Internacional de Fotografía Luis Valtueña. Finalista.
- 2014: Premio Internacional de Fotografía REVELA a los Titulares de los Derechos Sociales. Primer premio.
- 2014: Premio Captura del sector fotográfico local de Barcelona. Primer premio.
- 2014: Associated Press Media Editors. Journalism Excellence, News Single. Mención de honor.